# ハモウカル
座標: 北緯36度48分43秒 東経41度57分21秒 / 北緯36.81194度 東経41.95583度
ハモウカル（テル・ハモウカル、Hamoukar、アラビア語：حموقار）は現在のシリア北東部ハサカ県のイラク国境付近にある大きな考古遺跡。イラクとの国境までは南へ8kmほどの丘の上にある。
シリアとイラクにまたがるジャズィーラ地方は、メソポタミアの北部に当たる地域で、ムギなどの栽培が最初に行われた地域とされる。テル・ハモウカルはハブール川流域では最大級の遺丘でテル・レイランやテル・ブラクに匹敵する。ハブール川のどの支流にも接していないものの、チグリス川からもそう遠くない上に南北および東西の重要な交易路の上にあると考えられたため、1920年代よりミタンニ王国（紀元前15世紀頃）などの都市遺跡発見を期待して発掘が行われてきたが成果はあげられなかった。しかし1999年にシリア文化省考古総局とシカゴ大学オリエント研究所によるシリア・アメリカ共同発掘計画が開始され、深い層から土器などが次々に発見されたことで、現在知られている中で人類史上最古の都市に属するうちのひとつがこの地にあったことが明らかになった。研究者たちは、メソポタミア北部のこの地域において、都市は従来考えられていたよりも早く成立したと考えている。

## 人類最古級の都市の発掘
この都市の年代は正確には分かっていないが、考古学者の多くの意見では紀元前3500年より前であろうとされている。金石併用時代（銅器時代、紀元前4千年紀ごろ）に遡る13ヘクタールもの大規模な集落が見つかっており、その中から調理の跡や泥レンガで造った城壁の跡が発見された。また円筒印章に先立つスタンプ式印章や、印章を押して使う粘土製の封印（封泥）が見つかり、行政組織や組織内のヒエラルキー（階層構造）の存在をうかがわせている。紀元前5千年紀の住居跡は少なくとも700エーカー（280ヘクタール）の範囲に渡るが、この時代にはこれほど大きな都市は存在しえなかったと考えられ、おそらく集落がこの範囲内を移動し続けたとみられる。
ハモウカルからは紀元前4500年から紀元前4000年の間に遡るとみられる、黒曜石製品を作る工房や土器片などが発見されており、ハモウカルが古代における黒曜石製の道具や武器を作る拠点であったことを示している。ハモウカル周辺にはこうした岩石は存在しないため、原料の黒曜石はどこかから輸入されたものとなる。化学的分析の結果、一番近い黒曜石の産地で、170km北にあるネムルト山（ネムルト・ダウ、Nemrut Dağı、現在トルコ領）から産出されたものであることが明らかになった。ハモウカルは大量の道具や武器の生産、およびアナトリア南部とメソポタミアを結ぶ交易で栄えた都市ということになる。
伝統的にメソポタミアにおける都市発展の起源は、現在のイラク南部の河畔の共同体にあったと考えられてきた。メソポタミア南部は古代シュメールの地であり、紀元前4000年ごろにはウルやウルクなど有名な都市をはじめとした多数の都市国家が成立し、「文明のゆりかご」「都市のふるさと」と呼ばれてきた。またメソポタミア北部はこれら南部の諸都市の影響下にあったとされていた。しかしハモウカルから古い都市の遺物が発見されたことにより、北部は南部のシュメールから独立して発展していたことが示され、「文明のゆりかご」や「都市のふるさと」はチグリス川上流のイラク・シリア国境付近にまで拡大されなければならない可能性がある。
シリア北西端におけるこの考古学的発見は、文明が大きな規模と組織だった構造に達するまでに進んでいたことを意味しており、文字に書かれた言語が出現するより前にこのような都市が成立したと考えざるを得ないことを意味している。以前は、文字体系ができて初めてこうした複雑な都市が成立するとみられてきた。より重要なことは、この都市が少なくとも今から6000年前の紀元前4000年には繁栄し、シュメールとは独立して機能していたことにある。これまでは、発達した印章や筆記の体系を持った最古の都市はウルクやウバイドなどメソポタミア南部のシュメール諸都市であるとされてきた。
ハモウカルでの発見は、都市の背後にある基本的な概念のいくつか、例えば専門化した労働・法体系・行政組織・工芸の発展などは、かつて信じられてきたよりも早く始まった可能性を示唆している。

## 人類最古級の戦争
2005年と2006年の発掘調査により、ハモウカルにあった都市は紀元前3500年以降に戦争で破壊されたことが分かり、これは中東の考古学史上、現在のところ最古級の戦争の跡である可能性がある。
発掘とともに、紀元前3500年から紀元前3000年の間に都市が忽然と消えたことが分かり、当初は地震により消失したとも考えられていた。しかし多数の墳墓や住居の跡から、都市が攻城戦により攻め落とされて破壊されたことが判明した。また非常に多くの粘土でできた球が見つかっており、これを弾丸のように放って建物や籠城している軍勢を攻撃したとみられる。
さらに上の層からは、ウルク期後期に遡る食器や壺など土器多数や印章などの遺物が見つかっており、南方から拡大したウルクとの戦争で滅ぼされた可能性もある。

## 紀元前3千年紀のハモウカル
ウルク期後期（紀元前3500年から紀元前3000年）を経て、紀元前3千年紀には都市が大きくなり最大規模に達した。ニネヴェV期の彩文土器が発掘されていることで、近隣のテル・ブラクのアッカド王国時代の土器との比較や時期推定が可能となっている。
アッカド王国後期に北メソポタミアの都市の多くが放棄されたことが近年指摘されているが、ハモウカルはアッカド時代以降にも都市が存続したとみられ、この時期何が起こったかの解明につながると期待される。